# Orgiastic Hyper-Plastic
|  | Denne artikel er oprettet af botten Steenthbot ud fra en ekstern database. Den kan derfor have sproglige fejl eller mangler. Denne skabelon kan fjernes efter kontrol af indholdet. |

Orgiastic Hyper-Plastic er en dansk animationsfilm fra 2020 instrueret af Paul Bush.

## Handling
En animeret ekstravaganza af plastik indsamlet fra strande, vejkanter, lofter og genbrugsbutikker. Et materiale der næsten ikke koster noget, som er nemt at forme, blødt og hårdt og i alle regnbuens farver. Materialet som vores barndomslegetøj var lavet af og også et af de mest teknisk avancerede processer skabt af menneskeheden. Denne film er en elegi for en kærlighed, der gik galt. Det er den afhængiges næsten farvel til deres afhængighed: Lad os bare få ét til fix og i morgen giver vi det op for evigt.